# Siphoïde
 (mai 2017).
Si vous disposez d'ouvrages ou d'articles de référence ou si vous connaissez des sites web de qualité traitant du thème abordé ici, merci de compléter l'article en donnant les références utiles à sa vérifiabilité et en les liant à la section « Notes et références ».
Un système siphoïde, aussi appelé système « à dépression » est mis en place pour permettre l’évacuation des eaux pluviales.

## Généralités

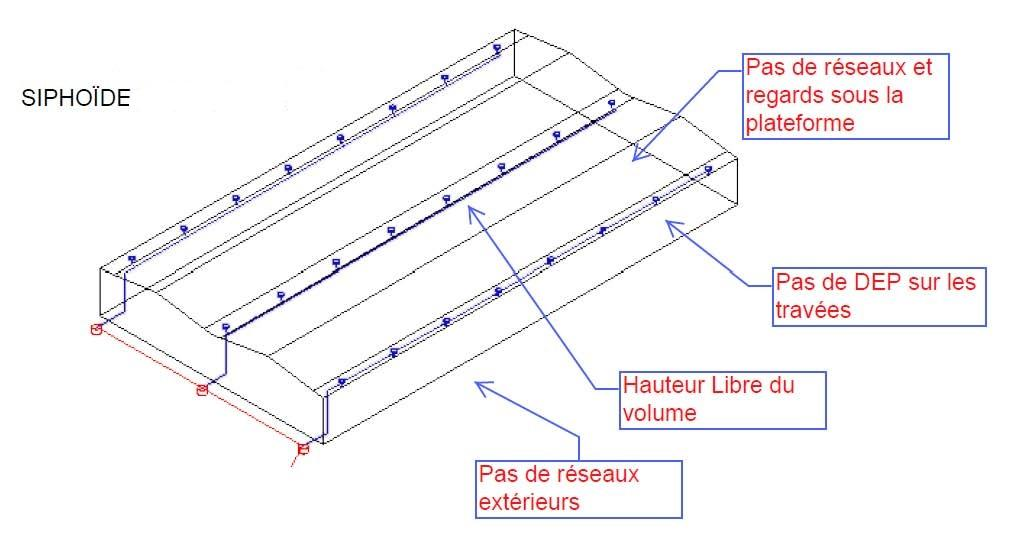
Fonctionnement d'un système siphoïde.

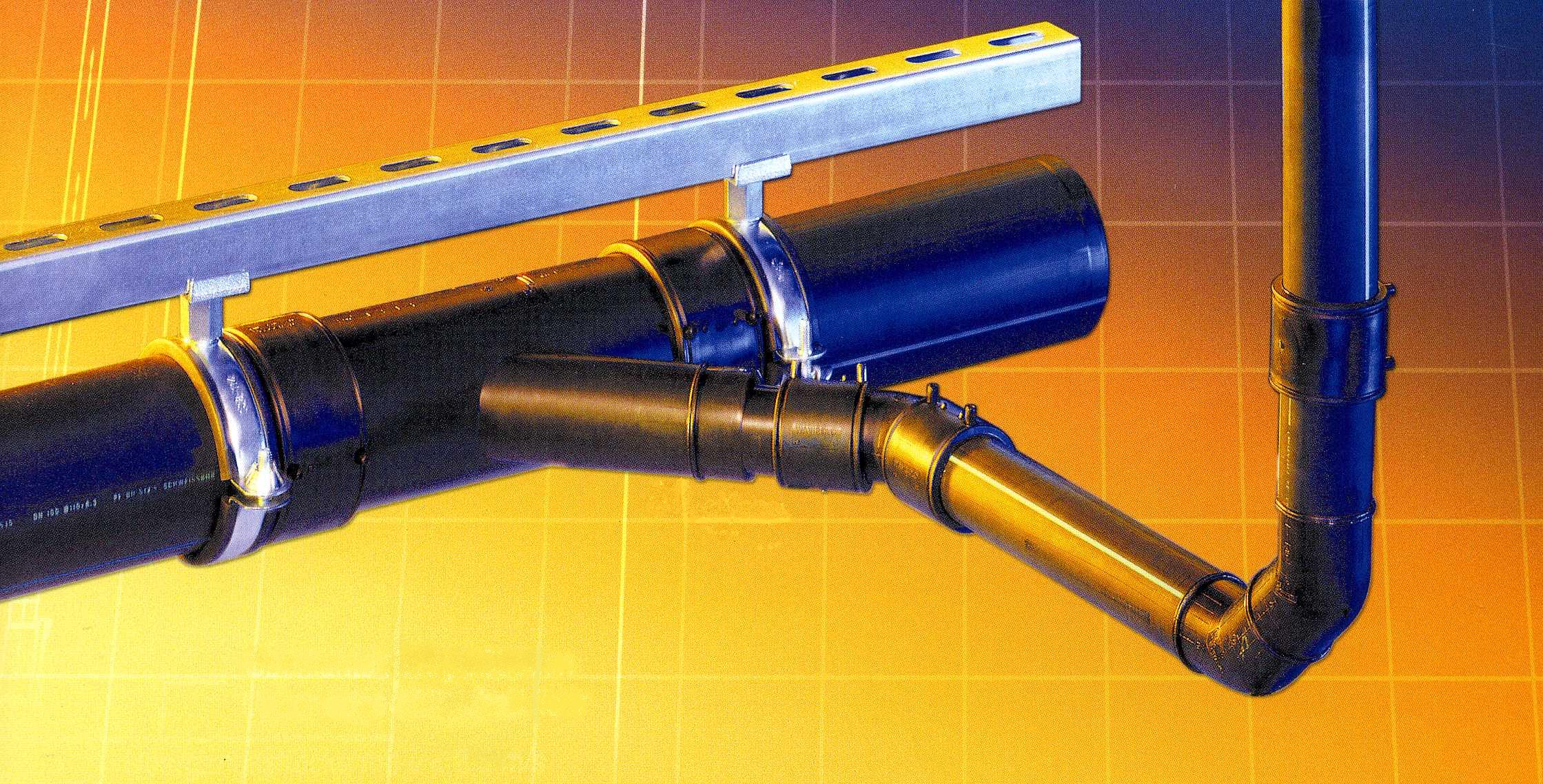
Un tube d'écoulement des eaux pluviales.

'Il existe deux types principaux de canalisation de toiture, l'écoulement par gravité et le système à passage intégral d'écoulement siphoïde.
Dans les systèmes d'écoulement par gravité, les descentes sont habituellement dimensionnées avec un facteur de remplissage de 1/5 à 1/3. La canalisation horizontale peut être conçue pour avoir un facteur d'écoulement de 0,70. Par conséquent la capacité de drainage peut être considérée comme dépendante, sur le gradient, de la canalisation installée horizontalement.
Pour un système siphoïde, toute la canalisation a un facteur d'écoulement de 1. Cela permet d'utiliser des tuyaux aux dimensions réduites et de produire des vitesses d'écoulement plus élevées dans la canalisation. 
Comparés aux systèmes d'écoulement par gravité, les systèmes siphoïdes réduisent ainsi au minimum le nombre et le diamètre des descentes. L'emplacement des points de drain est aussi totalement flexible.

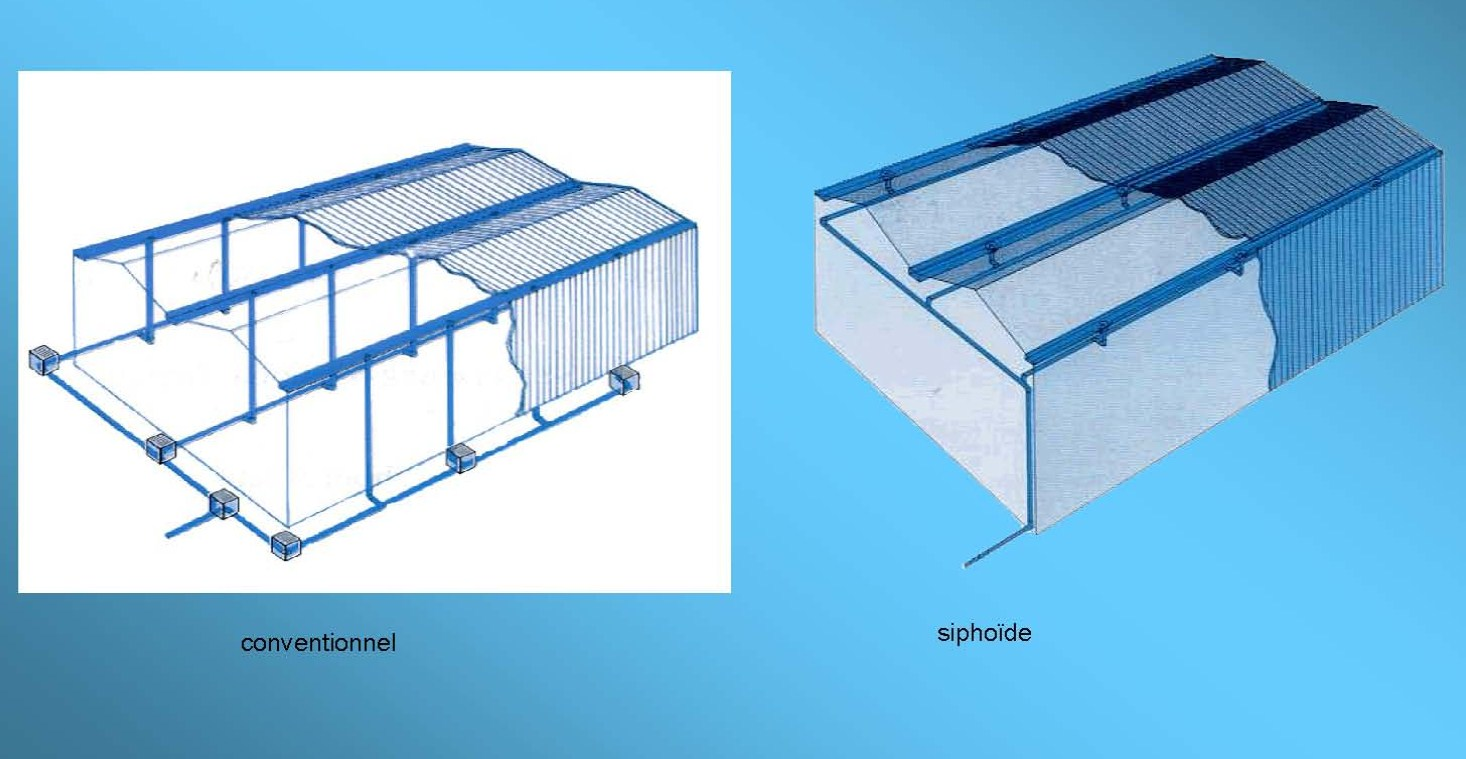
Différences entre un système gravitaire et un système siphoïde.

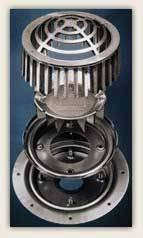
Une naissance (aussi appelée « avaloir ») qui permet l'évacuation des eaux pluviales.

## Description
Un système siphoïde est constitué de naissances, de tubes d'écoulement et d'un point de décharge. Chaque système siphoïde se décharge par l'intermédiaire d'une descente verticale dans la canalisation principale, qui est aérée pour l’écoulement.
L'eau de pluie provenant de la surface du toit est collectée et déchargée dans le réseau enterré par le système d'évacuation des eaux pluviales par effet siphoïde. Ce système est équipé d'avaloirs auto-amorçants avec cône anti-vortex et d'une sortie qui empêche l'entraînement de l'air. Cela qui permet le remplissage des tuyaux à 100 %, d'où une réduction des diamètres et une plus grande vitesse d'évacuation.
La vitesse d'évacuation d'eau dans les tuyauteries est calculée pour être supérieure à 1 m/s pour assurer l'auto-nettoyage et inférieure à 8 m/s pour éviter les effets de cavitation. Dans les tuyaux de descente, particulièrement dans les immeubles de grande hauteur, la vitesse du flux peut couramment atteindre 12 m/s. Ces grandes vitesses sont acceptées dans la mesure où les pressions statiques négatives demeurent sous contrôle.
Les systèmes siphoïdes sont dimensionnés selon l’intensité pluviométrique et la pression relative dans la canalisation par rapport à la pression extérieure. La différence dans la taille des sorties de toiture et le point de décharge à la canalisation principale au niveau du sol est utilisée en dimensionnant la canalisation du système. Ce calcul est réalisé par un logiciel utilisant la hauteur du bâtiment comme "tête" hydraulique équilibrant le frottement et les pertes locales dans la configuration des tuyaux et ramenant les diamètres des tuyaux au minimum nécessaire pour transporter le volume de l'eau.
L'équilibre hydraulique est également calculé par ordinateur, par permutation des sections transversales latérales et verticales des tuyaux. L'écoulement au passage intégral est le résultat où l'action siphoïde permet l'écoulement interne à vitesse élevée. Le système horizontal installé sert de conduit collecteur, desservant les points multiples de sortie de toiture.
Un réseau siphoïde fonctionnant sans pente, il peut transporter l'eau d'un point à l'autre du bâtiment indifféremment dans sa longueur ou dans sa largeur, ce qui évite les réseaux sous le bâtiment et la multiplication des points de chute. L'évacuation des eaux pluviales d'un grand bâtiment peut nécessiter plusieurs systèmes et autant de points de décharge séparés.
Les réseaux d’évacuation siphoïdes sont réalisées en PEHD, PVC-U, fonte, acier etc.

## Système de secours
Certaines installations d’évacuation des eaux pluviales par dépression peuvent être équipées de système de secours intégré. Il s’agit d’un système de sécurité concourant à la pérennité de l’ouvrage en fonction dégradée, il contribue au calcul des charges sur les  structures.
Les systèmes siphoïdes actuels ne tiennent pas compte de la charge d’eau induite par l’obstruction partielle ou totale, des réseaux, en effet, qu’ils soient dédoublés, alternés ou non, l’obstruction d’un réseau implique directement une montée de la charge d’eau en toiture.
Le temps que cet excédent se résorbe par les éléments encore en fonction, le risque devient croissant en fonction de l’intensité de l’orage, de sa durée et de la résistance de la structure.
Ce système de sécurité évacue la totalité de l’excédent d’eau en fonction dégradée, c'est-à-dire :
- En cas d’obstruction partielle ou totale du réseau ou d’un des 2 réseaux, la totalité de la charge d’eau est évacuée par le système de secours de façon continue sans limite de temps.
- En cas de pluies exceptionnelles, pouvant dépasser les normes, ces exceptions sont évacuées par le système de secours en fonction continue.
- Ce système de secours en dehors de la ligne de noue n’est pas encombré par les déchets.
- Ce système de secours fonctionne aussi en alerte puisqu’il est rejeté sur l’extérieur à une hauteur d’1 mètre du sol et non dans les réseaux VRD.

Ce système est constitué de moins de tuyaux et apporte plus de sécurité que le système siphoïde classique.

## Historique
Les principes de base et de conception d'installations d'évacuation des eaux pluviales par effet siphoïde ont été établis en Finlande.
La première installation de grande dimension, pour une usine de turbines, a été réalisée en Suède. Ensuite le système a gagné rapidement accès au marché dans les pays scandinaves et y est devenu le produit standard en matière d'écoulement des eaux pluviales. Ce système s'est répandu depuis dans plusieurs marchés du monde, notamment en Asie, aux États-Unis et en Europe.